# Ronnie Radke
Ronald Joseph "Ronnie" Radke (Las Vegas; Estados Unidos; 15 de diciembre de 1983) es un músico estadounidense, vocalista principal de la banda Falling in Reverse y anteriormente de la banda Escape The Fate. 
Radke se ha caracterizado por ser el principal autor y compositor de las bandas en las que ha estado. Por esta razón su partida de Escape The Fate creó polémicas discusiones por parte de los aficionados, quienes son partícipes de la rivalidad existente entre Radke y su exbanda. En 2014 lanzó su álbum solista de rap llamado "Watch Me", también ha colaborado con artistas como Deuce, b.LaY, Tyler Carter, Sy Ari Da Kid, Jacoby Shaddix, Danny Worsnop, Andy Biersack y Craig Mabbitt.

## Historia
Ronald Joseph Radke nació el 15 de diciembre de 1983, en el hospital St. Rose en Las Vegas, Nevada, Estados Unidos, tiene ascendencia de nativos americanos y portugueses. Su madre lo dejó a corta edad, aunque en su adultez la conoció. Su padre era adicto a las drogas, dejándolas posteriormente y volviéndose un devoto cristiano. Su familia era muy pobre, criándose con su padre, su abuela y su hermano mayor.
Ronnie aprendió a tocar piano y guitarra, en la secundaria formó varias bandas. La primera se llamó 3.0, su segunda banda se llamó Lefty (con Robert Ortiz). Max Green (de la banda Almost Heroes) se hizo amigo de Ronnie, formando la banda True Story. 
Ronnie, como solista grabó la canción Listen Up! con su amigo, el productor Michael "Elvis" Baskette en el año 2001, aunque la compuso en el 1998, además de los temas The Worst Time y The Departure. También compusieron juntos los temas As I'm Falling Down, Situations, Make up y Not Good Enough for Truth in Cliché, grabados en el año 2005 y 2006, junto a Escape The Fate. Radke lanzó Listen Up! (inicialmente This Isn't The End, el 2 de enero de 2009, en el MySpace de Falling in Reverse, aunque esta no pertenece a la banda.
En el Taste of Chaos Tour 2008, Ronnie cantó con Blessthefall Guys Like You Made Us Look Bad. Beau Bokan, vocalista de Blessthefall anunció que su álbum tendría la participación de Ronnie en una canción del álbum Awakening. Aunque la participación de Ronnie no ocurrió, si será para un próximo álbum.
En la secundaria participó en varias bandas, en el 2004 se integró como vocalista a la banda Escape The Fate, junto a estos lanzó el álbum Dying Is Your Latest Fashion en septiembre del 2006. Debido a múltiples problemas Radke abandonó la banda, siendo reemplazado por Craig Mabbitt (exvocalista de Blessthefall) en el 2008.
Después de cumplir una sentencia de cárcel desde el 2008 a fines del 2010, Ronnie lanzó el álbum The Drug In Me Is You, con su nueva banda, Falling in Reverse en julio del 
2011.
En una entrevista realizada por Synthesis.net en agosto del 2011, declaró ya no beber alcohol, ni fumar marihuana, siendo después del concierto debut de FIR en el Warped Tour.
En la actualidad este personaje se ha metido al mundo de los videojuegos provocando grandes donaciones y fama. En sus transmisiones, Ronnie tiende a jugar principalmente Call of Duty: Warzone y ver videos de YouTube de su música relacionada. Durante el mes de mayo se suscribieron alrededor de 25 mil personas provocando ganancia de alrededor de 125 mil dólares al mes sin contar las donaciones.

## Carrera musical

### Escape the Fate (2004-2008)
En el año 2004, Ronnie Radke y Max Green se reunió con Bryan Money en la escuela. Bryan entró luego en contacto con él y Max para formar una banda, Escape the Fate. Él accedió y comenzaron audiciones para un baterista, Robert Ortiz, de 17 años, fue seleccionado, creándose Escape The Fate. En unas pocas semanas, Omar Espinosa, guitarrista de Lovehatehero se les decide unir como guitarrista rítmico.
En el 2006, junto a Epitaph Records, ETF lanzó en mayo el EP There's No Sympathy for the Dead, grabando algunas canciones pertenecientes a su álbum debut, Dying Is Your Latest Fashion lanzado el 26 de septiembre, ambos trabajos fueron producidos por el productor y amigo de Radke, Michael "Elvis" Baskette.
El 12 de septiembre de 2006, Ronnie dejó algunas semanas la banda, por motivos desconocidos, aunque se integró en pocas semanas. En el 2007, ETF participó en shows como el Warped Tour y el "Black On Black" Tour con Blessthefall.
Ronnie Radke fue expulsado oficialmente a mediados del año 2008. Lo aclarado por la banda, fue que Ronnie fue expulsado debido a tener problemas con la libertad condicional que este poseía desde el año 2006, dificultando su promoción internacional, ya que este no podía salir del país. Al incumplimiento de esta, Radke no pudo salir del estado de Las Vegas, siendo este el mayor factor para su expulsión; además mantuvo fuertes discusiones con Max Green. El sencillo The Webs We Weave sería el tercer sencillo del álbum debut de ETF, pero tras la partida de Radke, el sencillo nunca se lanzó. Este estaba destinado a ser lanzado a mediados del 2008.

### Falling in Reverse (2008-presente)
En diciembre del 2008, Radke formó junto a Nason Schoeffler la banda "From Behind These Walls", la que fue renombrada en agosto del 2009 como Falling in Reverse. Debido a que Ronnie cumplía sentencia penitenciaria. Este, al cumplir su sentencia en su totalidad el 12 de diciembre de 2010, entró a estudio una semana después, grabando un álbum terminado en febrero. Su primer sencillo "Raised by Wolves" fue lanzado en junio del 2011.
El álbum The Drug In Me Is You fue lanzado el 26 de julio de 2011, por Epitaph Records. Ronnie Radke anunció que canciones grabadas por él en su estancia en Escape the Fate serán interpretadas en sus conciertos, como «Make Up», «As You're Falling Down», «Not Good Enough for Truth in Cliché» y «Situations» (estás dos últimas ya han sido interpretadas) debido a que fueron compuestas por él en su totalidad.
La banda ha estado en constante movimiento, incluido el Warped Tour anual. En enero del 2012, comenzó el "The Drug In Me Is You Tour" por Estados Unidos. Actualmente están integrados por los guitarristas Jacky Vincent y Derek Jones, el baterista Ryan Seaman y el bajista Ron Ficarro, este último integrado oficialmente en enero del 2012.
El 18 de junio de 2013 la banda lanzó su segundo álbum de estudio Fashionably Late, la banda promocionó el álbum con los sencillos «Alone», «Fashionably Late», «Born to Lead» y «Bad Girls Club». La banda tuvo una gira en 2014 junto a la antigua banda de Radke Escape the Fate titulada "Bury The Hatchet Tour" argumentando que habían hecho las paces, inclusive miembros de ambas bandas tocaron las canciones «Situations» y «Not Good Enough For Truth In Cliche». Este sería el único y último álbum del bajista Ron Ficarro tras su salida en 2014 fue reemplazado por el exbajista y mejor amigo de Ronnie, Max Green. 
El 24 de febrero de 2015 la banda publicó su tercer álbum de estudio Just Like You el cual regresaron a su sonido principal como banda, «God, If You Are Above», «Guillotine IV (The Final Episode)», «Just Like You», «Sexy Drug», «Stay Away» y «Chemical Prisoner» fueron los sencillos para promocionar el álbum. La banda anuncio la gira "Three-Ring Circus of Ronnie Radke" para promocionar el álbum incluyendo una gira por Europa y Latinoamérica. Incluyeron a su nuevo bajista Zakk Sandler de manera oficial. Este sería el último álbum con el guitarrista Jacky Vincent tras su salida a finales de 2015 después de su gira en México para dedicarse a su proyecto solista, fue reemplazado por el guitarrista Christian Thompson.
El 7 de abril de 2017 se publicó el cuarto álbum de estudio Coming Home, el primer sencillo fue «Coming Home» publicado en diciembre de 2016, «Loser» fue el siguiente sencillo, «Broken» fue el tercer sencillo lanzado por primera vez en el programa de Daniel P. Carter de la BBC Radio 1, «Superhero» y «Fuck You And All Your Friends» fueron los siguientes sencillos. Este fue el último álbum del baterista Ryan Seaman (salió de la banda días después del lanzamiento del álbum debido a diferencias personales con Ronnie), el guitarrista Derek Jones (Jones falleció en abril de 2020, dejando este álbum como su última participación ya que no se han publicado más álbumes hasta ahora), y el bajista Zakk Sandler (Zakk paso de ser bajista a ser tecladista y tercera guitarra en 2018 pero un año después dejó la banda).
Actualmente la banda está conformada por Max Georgiev como guitarrista principal, Christian Thompson como guitarra rítmica y Tyler Burgess como bajista, el baterista Luke Holland los apoya en la batería pero no es miembro oficial. En 2019 obtuvieron su primer disco de oro certificado por la RIAA por el álbum The Drug in Me Is You tras vender más de 500,000 copias, en 2021 obtuvieron su primer disco de platino por el sencillo «Popular Monster» tras más de 1,000,000 de ventas streaming.

## Nuevo Proyecto: "Watch Me" 2014
Actualmente Radke ha grabado cuatro canciones de manera solista dentro del género Rap (Fair weather fans, Blacklist, What's up earth y I wash cars).
Radke ha lanzado ya una de las canciones de su nuevo álbum solista, llamada "Destiny". Este nuevo álbum, titulado "Watch Me", fue oficialmente en el año 2014, el cual contó con las colaboraciones de Deuce de la banda Hollywood Undead, Jacoby Shaddix, vocalista de la banda Papa Roach, Andy Biersack, vocalista de la banda Black Veil Brides, Craig Mabbitt, vocalista de la banda Escape the Fate y Danny Worsnop, vocalista de la banda Asking Alexandria, entre otros.

## Apariciones en televisión
Ronnie en el 2002 aparece en el reality show L.A. Ink durante la segunda temporada como uno de los clientes. El tatuaje que adquirió era un caballo siendo cabalgado por una rana diciéndole:¡Ahoy Butternuts!; El tatuaje es en conmemoración a una broma que el suele hacer sobre un caballo imaginario que murió por comer pizza de la basura y su admiración a la Rana René de El Show de los Muppets. Y así fue que Ronnie ideó en su mente un nuevo proceso como artista, aunque se le presenten ciertos problemas en el transcurso de su vida. Aunque no apareció de forma física, una de las canciones de Falling in Reverse llamada «Zombified» apareció en el episodio especial Dynamite: Grand Slam de la empresa de lucha libre All Elite Wrestling en el debut de su pareja Saraya.

## Problemas penales
El 17 de junio de 2008 fue llevado al Correccional Clark County de Nevada, según el sitio Web. Un representante del centro dijo para Buzznet: El martes Radke fue detenido a las 5:30 de la tarde y su fecha para ser juzgado aún no se ha programado. Marshal Picou, juez, aclaró que a Radke se le arrestó por sorpresa, en Henderson, aproximadamente 15 millas a las afueras de Las Vegas. El díario Las Vegas Sun había divulgado que Radke fue detenido en la intersección de Arroyo Grande Boulevard con Sunset Road sin ofrecer resistencia. Picou añadió que Radke no era completamente dócil y que la policía lo tenía en custodia antes de que él supiera qué es lo que pasaba, también que él no era consciente de ningún gasto adicional al que Radke pudiera enfrentarse, pero él confirmó que el cantante solicitaba a la gente dinero como antes había sido relatado. Según una declaración del policía, "los oficiales de ejecución de la ley, familiares con la investigación dudaban si ese dinero sería usado con fines correctos, pues sospechaban que pudiese ser usado por Radke para continuar con su modo de vivir de estrella rock y el empleo de drogas, lo cual venía haciendo mientras evitaba su captura.
Radke, había estado en libertad condicional debido a su participación en una lucha en 2006 que condujo a la muerte de Michael Coock. Durante el altercado ocurrido en el año 2006, Cook murió después de recibir un disparo por parte de Chase Rader, uno de los amigos de Radke. No obstante los cargos contra Rader fueron retirados luego de que este argumentase defensa personal. Sin embargo Radke fue condenado a un período de libertad condicional de cinco años en Las Vegas y se le ordenó pagar casi 100.000 dólares en la restitución. Debido a esto Radke debía ser empleado a tiempo completo y asistir a un centro de rehabilitación concisiones que no llegó a cumplir. The Sun relata que Radke también había fallado en hacer un informe a su encargado oficial. El 15 de enero de 2007 fue hallado culpable debido al incumplimiento de su libertad condicional y su período de prueba fue revocado. Desde su ingreso, Radke mantuvo contacto directo con sus fanes mediante su Myspace publicando blogs acerca de su nueva vida en prisión y su opinión personal acerca de lo ocurrido con Escape the Fate. En uno de sus blogs hace énfasis a Craig Mabbitt (nuevo vocalista de Escape the Fate) refiriéndose al mismo como un falso amigo de gira y que solo está en la banda por conveniencia de ellos.
En una entrevista por teléfono de 27:44 minutos alojada en YouTube realizada el 15 de octubre de 2008, Radke habla de temas pocos conocidos y/o ocultos de Escape The Fate. Radke comienza la entrevista comentando como es su vida en prisión y de como fue encontrado por la policía de Las Vegas. Luego, continua la entrevista pero esta vez haciendo referencia a la banda:

...de las drogas, pero toda esa situación puso a mi banda en mi contra, aun siendo uno de ellos tan culpable como yo. Y puede que resulte extraño o ilógico pero, ellos me acusaron de algo que no hice, y soy el único que está pagando por esto, y la cosa es que Max, el señor Maxwell Green, un amigo que he conocido por más de 9 años se volvió en mi contra, y el inclusive me decía que yo no merecía esto, que no merecía estar en probación, que no merecía estar en prisión por nada, que no es justo, y que estaría conmigo sin importar lo que suceda, y ¿que sucede?; él estaba en drogas conmigo y tan pronto se enteró de que probablemente me iría a prisión por violar mi probación, quedó expulsado de la banda. Mis amigos son mi vida y estoy agradecido de que mi amigo Dan no fue a prisión; lo que la gente no sabe es que si no hubiese sido por Max la pelea nunca hubiera sucedido, siempre estuve ahí para Max, él es un chico joven, bueno no más joven que yo pero más pequeño, siempre fui como su hermano mayor; fui a rehabilitación y salí limpio de drogas, pero, aunque no quiera decirlo, Max me dio drogas de nuevo, le dije que no y no lo culpo, pero es difícil cuando estas de gira con alguien así con el cual has crecido por más de 9 años; él se encerraba en el closet para consumir drogas por motivo de su adicción, él es hábil para ocultarlo, nunca nadie lo acuso por usar drogas.-  Ronnie Radke..

La entrevista continua en dos segmentos de 9 y 8 minutos; Radke sigue con la misma conversación pero hablando de Omar Espinosa, el exguitarrista de la banda y de su falso amigo Craig Mabbitt, quien lo remplazó como vocalista de Escape The Fate.
Radke salió finalmente el 12 de diciembre de la cárcel.
Más tarde habría sido detenido el 6 de agosto de 2012 por supuesto abuso doméstico a su novia. Tres audiencias fueron programadas, y todas las fechas, Ronnie no asistió. De acuerdo con el sargento Tom Lorenz, el fiscal del condado de Los Ángeles emitió la orden de arresto después que la novia de Radke dijera a la policía que él la había golpeado el 1 de mayo. 
La detención de Radke se produjo sin incidentes y fue puesto en libertad tras pagar una fianza de 30.000 dólares. Después de la publicación del material, Ronnie publicó a través de su perfil en microblog, que no todo puede ser considerado realmente pidiendo a sus fanes "no creas todo lo que aparece en Internet".
El 31 de octubre de 2012, Ronnie fue arrestado y acusado de asalto agravado y simple después de un show en Six Flags Great Adventure en Jackson, Nueva Jersey. A efectos de la presentación de la banda, Ronnie lanzó tres bases de micrófonos a la multitud y golpeó a dos personas. Una niña de 16 años con una mano rota y herida en la cabeza, fue llevada a un hospital para recibir tratamiento. El otro era un hombre de 24 años de edad, quien fue atendido en el lugar. Él pagó la fianza y fue liberado. Después de este incidente, Six Flags Great Adventure anunció una prohibición de todas las futuras muestras de metal en el local.

## Vida personal
Radke fue acusado por problemas de cuasidelito de homicidio en el año 2006, siendo condenado en el año 2008, por un incumplimiento de su libertad condicional. También padeció de una severa adicción a los estupefacientes.
Ronnie Radke estuvo comprometido con la modelo PlayBoy Crissy Henderson con quien tiene una hija llamada Willow Grace Radke que nació el 11 de junio de 2013 a las 08:40 a. m.. 
Radke tiene tatuajes en todo el cuerpo, incluyendo tatuajes faciales. Uno de los tatuajes es la lágrima en su cara, lo que representa su paso en la cárcel. 
El 10 de agosto de 2013, Anthony, el hermano de Ronnie, falleció en un accidente automovilístico. Él junto con su padre, eran la única familia que le quedaba.
Su última relación sentimental fue con la luchadora profesional británica de All Elite Wrestling, Saraya-Jade Bevis conocida como Saraya en la empresa (anteriormente conocida como Paige en WWE).

## Discografía
Falling in Reverse
- The Drug In Me Is You (2011)
- Fashionably Late (2013)
- Just Like You (2015)
- Coming Home (2017)
- Popular Monster (2024)

Escape The Fate
- Escape The Fate (Demo) (2005)
- There's No Sympathy for the Dead (2006)
- Dying Is Your Latest Fashion (2006)
- Situations EP (2007)

Colaboraciones
- Guys Like You Make Us Look Bad (Con Blessthefall, en vivo en el Taste of Chaos Tour, 2008)
- Nobody Likes Me (Con Deuce del álbum Nine Lives, 2012)
- Thank You (Con A Smile From The Trenches)
- Getting Over You (Con Metro Station del álbum Savior)[28]
- Asshole (Con Andy Biersack de Black Veil Brides)
- Brother (Con Danny Worsnop De Asking Alexandria)
- Imdead (Con Slaughter to Prevail del álbum Grizzly, 2025)

## Premios
| Año  | Trabajo                                               | Premio                                                  | Resultado | Ref    |
| ---- | ----------------------------------------------------- | ------------------------------------------------------- | --------- | ------ |
| 2011 | Ronnie Radke                                          | Revolver Magazine's 100 Greatest Living Rock Stars      | Ganador   |        |
| 2012 | Ronnie Radke                                          | Alternative Press: Vocalista del Año                    | Ganador   | [ 29 ] |
| 2012 | Ronnie Radke                                          | Kerrang's 50 mejores estrellas de rock del mundo de hoy | Ganador   |        |
| 2012 | Ronnie Radke                                          | Kerrang! Awards: Héroe del Año                          | Nominado  | [ 29 ] |
| 2013 | Ronnie Radke                                          | Alternative Press: Mejor Vídeo APTV                     | Ganador   | [ 30 ] |
| 2015 | Metro Station - Getting Over You (feat. Ronnie Radke) | Kerrang! Music Awards: Mejor colaboración               | Ganador   |        |

## Videografía
Falling in Reverse
- "The Drug In Me Is You" (2011)
- "I'm not a Vampire" (2011)
- "Raised by Wolves" (2012)
- "Good Girls Bad Guys" (2012)
- "Alone" (2013)
- "Bad Girls Club" (2013)
- "Gangsta's Paradise" (2014)
- "Just Like you! (2015)
- "Chemical Prisoner" (2016)
- "Coming Home" (2017)
- "Superhero" (2017)
- "Losing My Mind"(2018)
- "Losing My Life"(2018)
- "Drugs" (2019)
- "Popular Monster" (2019)
- "The Drug In Me Is Reimagined" (2020)
- "I'm Not A Vampire (Revamped)" (2021)
- "ZOMBIFIED" (2022)
- "Voices in My Head" (2022)
- "Watch the World Burn" (2023)
- "Last Resort (Reimagined)" (2023)
- "Ronald" (ft Tech N9ne & Alex Terrible) (2024)
- "All my Life" (ft Jelly Roll) (2024)
- "Prequel" (2024)
- God is a weapon (ft Marilyn Manson) (2025)

Escape The Fate
- "Not Good Enough for Truth in Cliché" (Demo) (2005)
- "There's No Sympathy for the Dead" (2006)
- "Not Good Enough for Truth in Cliché" (2006)
- "Situations" (2007)

B.LaY
- "Days go by" (2014)

Deuce y Nine Lives.
- Who can stop us.